# 1947 în științifico-fantastic
- 1946 în științifico-fantastic — 1947 în științifico-fantastic — 1948 în științifico-fantastic

1947 în științifico-fantastic a implicat o serie de evenimente:

## Nașteri și decese

### Nașteri
- Patricia Anthony (d. 2013)
- Mihai Bădescu
- Stefano Benni
- John Brosnan (d. 2005)
- Octavia E. Butler (d. 2006)
- Michael Butterworth
- Andrzej Czechowski
- Brian Daley (d. 1996)
- Stephen R. Donaldson
- Gardner R. Dozois (d. 2018)
- George Alec Effinger (d. 2002)
- Edward L. Ferman
- Eric Flint
- Michael F. Flynn
- Yves Frémion
- David S. Garnett
- Pierre Giuliani
- Stephen Goldin
- Stuart Gordon, Pseudonimul lui Richard Gordon (d. 2009)
- W. A. Hary
- Brian Herbert
- James Kahn
- Stephen King
- Bernt Kling
- Alain Le Bussy (d. 2010)
- Tanith Lee (d. 2015)
- Paul Levinson
- James Morrow
- Cory Panshin
- Frank Petermann
- Ernst Petz
- Elizabeth Ann Scarborough
- Lucius Shepard (d. 2014)
- John E. Stith
- Frank Töppe (d. 1997)
- Robert E. Vardeman
- John Varley
- Elisabeth Vonarburg

### Decese
- Alexander von Gleichen-Rußwurm (n. 1865)
- Paul Pflüger (n. 1865)
- Werner Scheff (n. 1888)
- Franz Servaes (n. 1862)
- M. P. Shiel (n. 1865)

## Filme
| Titlu           | Regizor                                | Distribuție                                              | Țara                       | Sub-Gen /Note  |
| --------------- | -------------------------------------- | -------------------------------------------------------- | -------------------------- | -------------- |
| The Black Widow | Spencer Gordon Bennet, Fred C. Brannon | Bruce Edwards, Virginia Lee, Carol Forman, Anthony Warde | Statele Unite ale Americii |                |
| Brick Bradford  | Spencer Gordon Bennet, Thomas Carr     | Kane Richmond, Rick Vallin                               | Statele Unite ale Americii | Serie de filme |
| Jack Armstrong  | Wallace Fox                            | John Hart, Pierre Watkin                                 | Statele Unite ale Americii | Serie de filme |
|                 |                                        |                                                          |                            |                |